# Philodromus pesbovis
Philodromus pesbovis là một loài nhện trong họ Philodromidae.
Loài này thuộc chi Philodromus. Philodromus pesbovis được Lodovico di Caporiacco miêu tả năm 1949.